# Anton Žigon
Anton Žigon, slovenski deželni poslanec in govornik na taborih, * 4. september 1828, Kojsko, † 18. april 1882, Kojsko. 

## Življenje in delo
Študiral je pravo, ki ga je zaključil z doktoratom. Že leta 1861 je bil na volitvah v goriški deželni zbor izvoljen v kmečki kuriji. Leta 1869 je sodeloval v pripravljalnem odboru za ustanovitev političnega društva Soča. Odprl in vodil je tabor v Biljani in na njem govoril. Na seji goriškega deželnega zbora je bila 30. oktobra 1869 podana interpelacija za Zedinjeno Slovenijo. Podpisnika sta bila dr. Josip Tonkli in dr. Anton Žigon, ostalih osem slovenskih poslancev pa je ni podpisalo. Podpisnika sta dobila v slovenskih časopisih politično podporo, ostalih osem pa ostro kritiko. Leta 1870 je bil na kandidatni listi Soče ponovno izvoljen v deželni zbor. Maja 1870 je govoril na taboru v Tolminu. Na občnem zboru društva Soča pa je prejel posebno zahvalo, ker se je v deželnem zboru potegoval za uporabo slovenskega jezika. V osmrtnici ga je glasilo Soča uvrstil med mladoslovence.